# Les Bordes, Loiret
Les Bordes este o comună franceză situată în departamentul Loiret, în regiunea Centre-Val de Loire.

## Geografie

### Localizare
Comuna Les Bordes se află în partea centrală a departamentului Loiret, în regiunea agricolă Orléanais și în aria urbană a orașului Sully-sur-Loire. În linie dreaptă, este situată la 38,3 km sud-est de reședința de departament, Orléans, și la 7,8 km de Ouzouer-sur-Loire, fostul centru al cantonului de care depindea comuna înainte de martie 2015.
Comunele cele mai apropiate sunt: Bonnée (2,3 km), Bray-en-Val (3,2 km), Bouzy-la-Forêt (4,6 km), Saint-Père-sur-Loire (5,1 km), Sully-sur-Loire (5,9 km), Saint-Aignan-des-Gués (6,8 km), Saint-Benoît-sur-Loire (7,1 km), Ouzouer-sur-Loire (7,8 km), Saint-Aignan-le-Jaillard (8,3 km) și Vieilles-Maisons-sur-Joudry (8,6 km).

## Geologie și relief

### Geologie
Comuna se află în sudul Bazinului Parisian, cel mai mare dintre cele trei bazine sedimentare franceze. Această vastă depresiune, ocupată în trecut de mări puțin adânci și lacuri, a fost umplută, pe măsură ce fundamentul său s-a prăbușit treptat, cu nisipuri și argile provenite din eroziunea reliefului înconjurător, precum și cu calcare de origine biologică, formând astfel o succesiune de straturi geologice.
Straturile aflorante de pe teritoriul comunei sunt alcătuite din formațiuni superficiale din Cuaternar și roci sedimentare datând din Neozoic, cea mai recentă eră geologică pe scara timpilor geologici, începută acum 66 de milioane de ani.
Cea mai veche formațiune este alcătuită din nisipuri și argile din Sologne, datând din epoca Miocenă a perioadei Neogene. Cea mai recentă formațiune este constituită din aluviuni recente ale albiilor minore, datând  din Holocen, în perioada Cuaternară.
Descrierea acestor straturi este detaliată în foaia „nr. 399 - Châteauneuf-sur-Loire” a hărții geologice la scara 1/50 000 a departamentului Loiret și în nota sa explicativă asociată.

#### Relief
Suprafața cadastrală a comunei, publicată de Insee și utilizată ca referință în toate statisticile, este de 24,02 km². Suprafața geografică este de 24,25 km². Relieful este relativ plat, având o diferență maximă de nivel de 38 de metri. Altitudinea teritoriului variază între 112 m și 150 m.

### Hidrografie
Râul Bonnée, afluent al Loarei, traversează teritoriul comunei.

### Climă
În 2010, clima comunei era clasificată drept climat oceanic degradat al câmpiilor din Centru și Nord, conform unui studiu al CNRS bazat pe date colectate între 1971 și 2000. În 2020, Météo-France a publicat o tipologie actualizată a climei din Franța metropolitană, conform căreia comuna se află într-o zonă cu climat oceanic alterat și face parte din regiunea climatică Centru și contraforturile nordice ale Masivului Central. Aceasta se caracterizează prin aer uscat vara și un nivel bun de însorire.
Pentru perioada 1971-2000, temperatura medie anuală este de 10,7 °C, cu o amplitudine termică anuală de 15,7 °C. Cantitatea medie anuală de precipitații este de 704 mm, cu 11,3 zile de precipitații în ianuarie și 7,4 zile în iulie. Pentru perioada 1991-2020, temperatura medie anuală observată la stația meteorologică cea mai apropiată, situată în comuna Saint-Benoît-sur-Loire la 7 km distanță în linie dreaptă, este de 12,0 °C, iar cantitatea medie anuală de precipitații este de 687,0 mm.
Pentru viitor, parametrii climatici estimati pentru comună, pentru anul 2050, conform diferitelor scenarii de emisii de gaze cu efect de seră, pot fi consultati pe un site dedicat publicat de Météo-France în noiembrie 2022.

### Medii naturale și biodiversitate

#### Zone Natura 2000
Rețeaua Natura 2000 este o rețea ecologică europeană de situri naturale de interes ecologic, creată pe baza Directivelor „Habitate” și „Păsări”. Această rețea este formată din Zone Speciale de Conservare (ZSC) și Zone de Protecție Specială (ZPS).
În cadrul acestor zone, statele membre se angajează să mențină într-o stare favorabilă de conservare tipurile de habitate și speciile vizate, prin măsuri de reglementare, administrative sau contractuale. Scopul este de a promova o gestionare adecvată a habitatelor, ținând cont de cerințele economice, sociale și culturale, precum și de particularitățile regionale și locale ale fiecărui stat membru. Activitățile umane nu sunt interzise, atâta timp cât acestea nu afectează semnificativ starea favorabilă de conservare a habitatelor și speciilor vizate.
Pe teritoriul comunei Les Bordes sunt desemnate următoarele situri Natura 2000:
| Număr     | Tip | Nume                         | Hotărâre | Document de obiective    | Localizare                                            |
| --------- | --- | ---------------------------- | --- | ------------------------ | ----------------------------------------------------- |
| FR2410018 | ZPS | Pădurea Orléans              | Hotărârea din 23 decembrie 2003 privind desemnarea sitului Natura 2000 Pădurea Orléans.                                         | Validat la 10 iunie 2005 | Ocupă trei sferturi din partea de nord-est a comunei. |
| FR2400524 | SIC | Pădurea Orléans și periferia | Hotărârea din 20 august 2014 privind desemnarea sitului Natura 2000 Pădurea Orléans și periferia (zonă specială de conservare). | Validat la 10 iunie 2005 | Un nucleu este situat în partea de sud-est a comunei. |

Situl „Pădurea Orléans” se întinde din nord-estul aglomerației orléaneze până la porțile orașului Gien, urmând un arc de cerc de aproximativ 60 de kilometri lungime și având o lățime variabilă între aproximativ 2 și 15 km. Acest ansamblu forestier aproape continuu este în mare parte domenial. Pădurea domenială este formată din trei masive distincte, de la vest la est: masivele Orléans, Ingrannes și Lorris (considerat în mod obișnuit ca fiind împărțit în două submasive: Lorris-Châteauneuf și Lorris-les Bordes), în jurul cărora se află și alte suprafețe forestiere. Suprafața totală a celor trei masive domeniale este de 34.500 de hectare.
Având o suprafață totală de 32.177 ha, situl este alcătuit din două mari entități care acoperă aproape integral masivele forestiere domeniale din Ingrannes și Lorris. Aceste două entități includ și alte parcele forestiere, precum și lacuri aflate la periferie, alături de vasta „poiană” Sully-la-Chapelle, Ingrannes și Seichebrières, situată în cadrul masivului Ingrannes.
Acest sit prezintă un mare interes ornitologic, fiind un habitat important pentru cuibăritul mai multor specii de păsări, printre care uliganul pescar (Pandion haliaetus), acvila de munte (Hieraaetus pennatus), șerparul (Circaetus gallicus), viesparul (Pernis apivorus), eretele vânăt (Circus cyaneus), caprimulgul european (Caprimulgus europaeus), ciocănitoarea neagră (Dryocopus martius), sură (Dendrocoptes medius) și verde-cenușie (Picus canus), Ciocârlia de pădure (Lullula arborea) și silvia de tufiș (Sylvia undata).
De asemenea, lacurile constituie locuri importante de popas pentru diferite specii de păsări migratoare.
Situl „Pădurea Orléans și periferia”, cu o suprafață totală de 2.226,40 ha, este fragmentat în 38 de entități. Acestea, de dimensiuni variabile (între 0,9 și 347 ha), sunt dispersate pe cele trei masive forestiere și zonele lor periferice. În timpul elaborării documentului de obiective, în urma inventarelor de teren, s-a constatat absența habitatelor sau a speciilor de interes comunitar în anumite entități, ceea ce a condus la propunerea eliminării a 13 dintre ele, reprezentând o suprafață totală de 207,90 ha.
Importanța sitului rezidă în calitatea zonelor umede (lacuri, turbării, mlaștini, bălți), în marea diversitate floristică, cu un interes deosebit pentru briofite, licheni și ciuperci. Pe sit sunt inventariate 17 habitate naturale de interes comunitar, iar acesta prezintă și o mare importanță faunistică, în special pentru păsări, lilieci, amfibieni și insecte.
Situl are o vulnerabilitate redusă în condițiile actuale de gestionare, deoarece este format în principal din parcele de pădure domenială, unde practicile actuale de administrare nu generează constrângeri semnificative pentru speciile protejate. Unele specii, precum uliganul pescar (Pandion haliaetus), sunt monitorizate constant. Alte specii, cum ar fi sonneurul cu burtă galbenă (Bombina variegata), acvila de munte (Hieraaetus pennatus) și sfrânciocul roșiatic (Lanius collurio), ar merita o supraveghere mai atentă.

#### Zone naționale de interes ecologic, faunistic și floristic

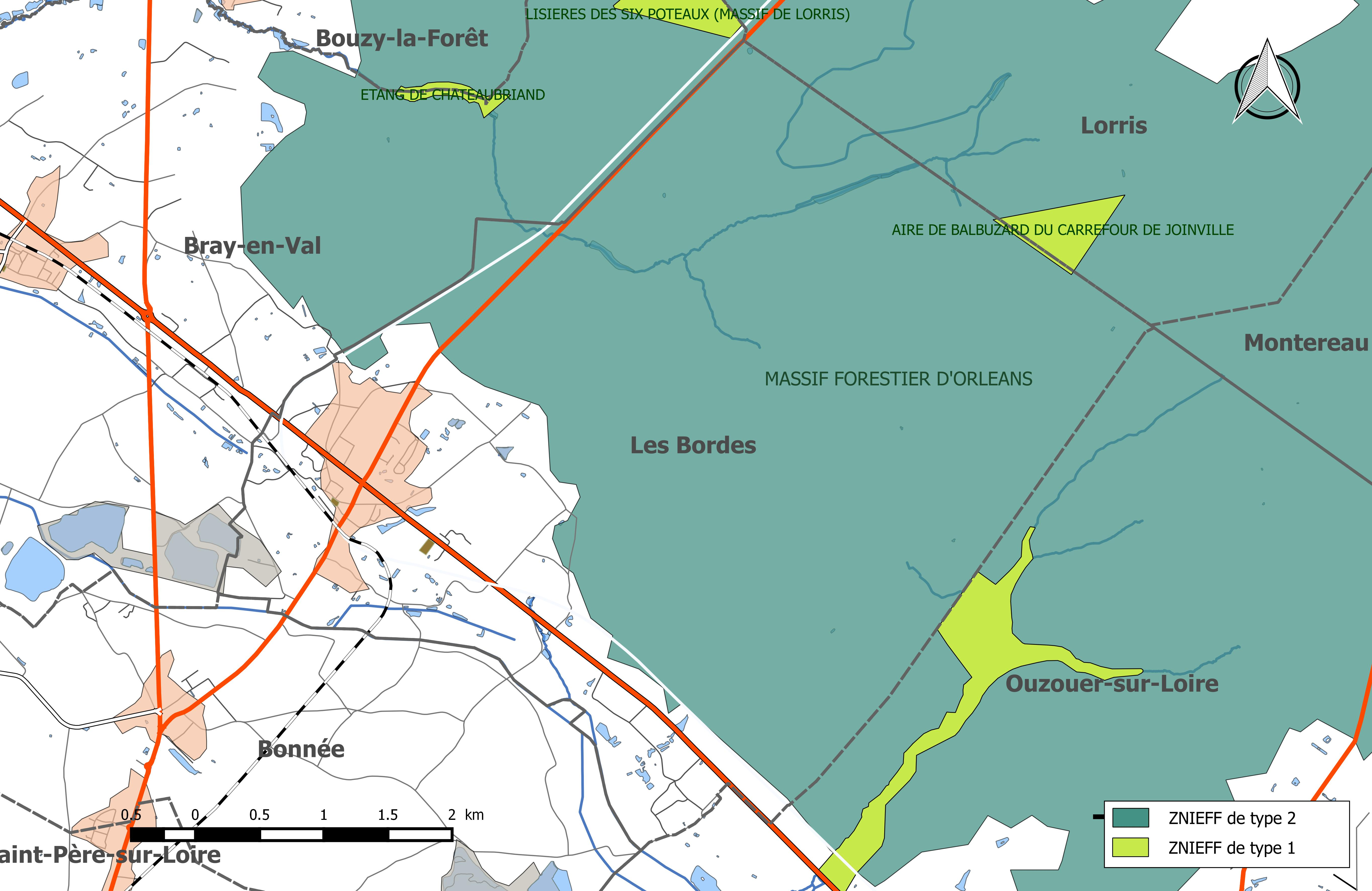
Hartă a zonelor ZNIEFF din comună și împrejurimile sale.

Inventarul zonelor naturale de interes ecologic, faunistic și floristic (ZNIEFF) are ca obiectiv identificarea celor mai valoroase zone din punct de vedere ecologic, în principal pentru a îmbunătăți cunoașterea patrimoniului natural național și pentru a oferi factorilor de decizie un instrument util în integrarea considerentelor de mediu în planificarea teritorială.
Teritoriul comunei Les Bordes include o ZNIEFF de tip 2, denumită „Masivul forestier Orléans”. Cu o suprafață de 36.086 hectare, aceasta se întinde pe teritoriul a 37 de comune, inclusiv Les Bordes, și se suprapune, în cazul acestei comune, cu zona Natura 2000 cu același nume. Altitudinea variază între 126 și 174 m.
Pădurea Orléans este situată, în mare parte, pe terenuri cu o compoziție geologică similară cu cea a solurilor din Sologne (Burdigalian), care se extind pe versanții regiunii Beauce. Formațiunile vegetale sunt în general acidofile, cu zone uscate și altele foarte umede. Importanța ecologică a acestei zone depășește limitele masivului forestier domenial, incluzând și marginile pădurii, precum și enclavele private care o înconjoară.

## Toponimie
Borde, care înseamnă „cabana, căsuță, fermă”, este un cuvânt de origine germanică (din francicul bort „scândură”), de unde a derivat borda în latina târzie, cu sensul de „cabana”. Inițial, desemna o casă izolată, apoi a ajuns să desemneze și cătune.

## Urbanism

### Tipologie
La 1 ianuarie 2024, Les Bordes este clasificată drept târg rural (bourg rural), conform noii grile comunale de densitate cu șapte niveluri, definită de INSEE (Institutul Național de Statistică și Studii Economice) în 2022. Comuna face parte din unitatea urbană Sully-sur-Loire, o aglomerație intra-departamentală care cuprinde șase comune, fiind clasificată drept comună de periferie. În plus, Bonnée aparține arei metropolitane a orașului Sully-sur-Loire, în care este clasificată ca localitate din coroana periurbană. Această arie, care cuprinde opt comune, face parte din zonele cu mai puțin de 50.000 de locuitori.

## Populația și societatea

### Date demografice
Evoluția numărului de locuitori este cunoscută prin recensămintele populației efectuate în comună începând din 1793. Pentru comunele cu mai puțin de 10 000 de locuitori, un recensământ al întregii populații este realizat la fiecare cinci ani, populațiile legale pentru anii intermediari fiind estimate prin interpolare sau extrapolare.
În 2022, comuna număra 1 846 locuitori, în creștere cu +1,43 % față de 2016 (Loiret: +1,89 %, Franța fără Mayotte: +2,11 %).
| An        | 1793 | 1821 | 1841 | 1851 | 1876 | 1886 | 1901 | 1921 | 1936 | 1962 | 1982  | 2006  | 2014  | 2022  |
| --------- | ---- | ---- | ---- | ---- | ---- | ---- | ---- | ---- | ---- | ---- | ----- | ----- | ----- | ----- |
| Populație | 513  | 515  | 573  | 670  | 800  | 920  | 879  | 797  | 888  | 845  | 1 117 | 1 678 | 1 823 | 1 846 |